# Czertanowskaja
Czertanowskaja (ros. Чертановская) – stacja moskiewskiego metra linii Sierpuchowsko-Timiriaziewskiej (kod 148). Wyjścia prowadzą na ulicę Czertanowskaja, Bałakławskij Prospiekt i Bulwar Simfieropolskij.

## Konstrukcja i wystrój
Jednopoziomowa, trzynawowa, płytka stacja kolumnowa z jednym peronem. Kolumny i ściany nad torami pokryto białym marmurem. Ściany ozdobiono dodatkowo wstawkami o tematyce budowy "nowej Moskwy" (Строительство новой Москвы"). Podłogi wyłożono czerwonym i ciemnym granitem w geometryczne wzory.